# 富泽风斗
富泽风斗（日语：／ Tomizawa Kazeto，1996年5月17日—），是日本的儿童演员和配音演员。来自剧团日本儿童 （页面存档备份，存于）。

## 出演作品

### 電視動畫
2006年
- 兽爪（日语：ケモノヅメ）（村子里的小孩B）

2007年
- Code Geass 反叛的鲁路修（V.V.）

2008年
- Code Geass反叛的鲁路修 R2（V.V.）
- 野良耳（日语：のらみみ）（旁白）
- 野良耳2（旁白、おたまじゃくそん）（富泽风斗名义）

2009年
- 龙之塔（阿庫拉）

### 剧场版动画
2007年
- 河童之夏（河童小酷）

2009年
- 空想新子与千年魔法（一平）

2010年
- 意外的幸运签（小林真）

### 游戏
2008年
- Code Geass 反叛的鲁路修：失去的色彩（V.V.）

2009年
- 最终幻想XIII（繭市民）

2012年
- 第2次超级机器人大战Z 再世篇（V.V.）

### 网络电影
- 探侦事务所5（日语：探偵事務所5）（テツ）

### 外语配音
- 李祘
- X战警：第一战（查尔斯〈早年〉）
- The Road（兒子）
- 雪·五个小伙伴的大冒险
- 虐童疑云
- 查理和巧克力工厂（查理）
- 黄真伊 (电视剧)#1

### 电视节目
- ポンキッキーズ21（富士电视台）
- ドレミノテレビ ドレミノコドモ（NHK教育）
- わたしが子どもだったころ KABA.ちゃん编（NHK BShi）本人役
- ゲゲゲの女房（2010年、NHK综合）冢本和弘
- 桂ちづる诊察日録 第1回（2010年 NHK综合电视/NHK BShi）桂阳太郎・16才